# Zirkumpolar (Astronomie)

Zirkumpolarsternbilder der nördlichen Hälfte der Erde: Die Hilfslinien zeigen, wie man den Polarstern finden und damit die Himmelsrichtung Nord bestimmen kann.

In der Astronomie bezeichnet man für einen bestimmten Ort auf der Erde diejenigen  astronomischen Objekte als zirkumpolar (von lateinisch circum „herum“ und altgriechisch πόλος pólos „Erd-, Himmelsachse, Nord-/Südpol“), die sich in der Nähe des Himmelspols befinden und nicht untergehen. Im Zusammenhang mit Sternen spricht man von Zirkumpolarsternen, im Zusammenhang mit Sternbildern von Zirkumpolarsternbildern.
Da die Erde rotiert, beschreiben die Himmelsobjekte scheinbar Kreisbahnen, deren Mittelpunkte auf der verlängerten Erdachse (der Himmelsachse) liegen. 

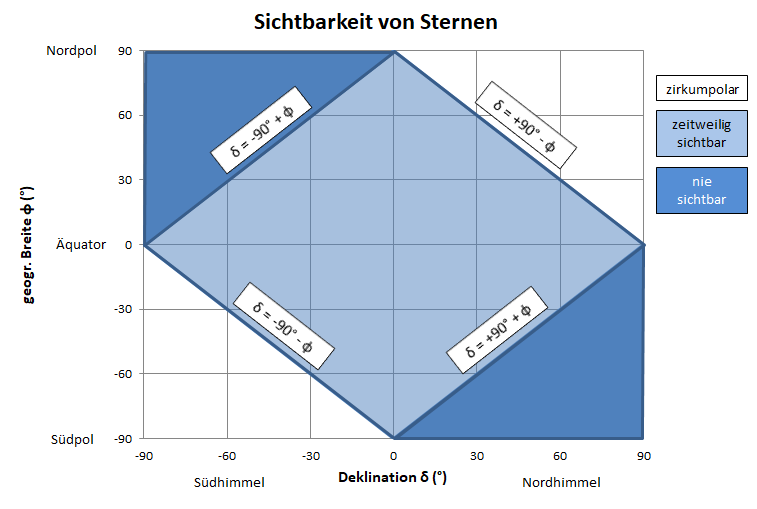
Sichtbarkeit in Abhängigkeit von Beobachtungsort und Deklination

| Standort des Beobachters                                       | Sichtbarkeit der Sterne, die folgende Bedingung erfüllen | Sichtbarkeit der Sterne, die folgende Bedingung erfüllen                | Sichtbarkeit der Sterne, die folgende Bedingung erfüllen |
| -------------------------------------------------------------- | -------------------------------------------------------- | ----------------------------------------------------------------------- | -------------------------------------------------------- |
| Standort des Beobachters                                       | zirkumpolar: immer                                       | nicht immer                                                             | nie                                                      |
| Nordpol {\displaystyle \varphi =+90^{\circ }}                  | {\displaystyle \delta >0^{\circ }}, d. h. der Nordhimmel | -                                                                       | {\displaystyle \delta <0^{\circ }}, d. h. der Südhimmel  |
| Nordhalbkugel {\displaystyle 0^{\circ }<\varphi <+90^{\circ }} | {\displaystyle \delta >+(90^{\circ }-\varphi )}          | {\displaystyle -(90^{\circ }-\varphi )<\delta <+(90^{\circ }-\varphi )} | {\displaystyle \delta <-(90^{\circ }-\varphi )}          |
| Äquator {\displaystyle \varphi =0^{\circ }}                    | -                                                        | {\displaystyle -90^{\circ }<\delta <+90^{\circ }}, d. h. alle Sterne    | -                                                        |
| Südhalbkugel {\displaystyle -90^{\circ }<\varphi <0^{\circ }}  | {\displaystyle \delta <-(90^{\circ }+\varphi )}          | {\displaystyle -(90^{\circ }+\varphi )<\delta <+(90^{\circ }+\varphi )} | {\displaystyle \delta >+(90^{\circ }+\varphi )}          |
| Südpol {\displaystyle \varphi =-90^{\circ }}                   | {\displaystyle \delta <0^{\circ }}, d. h. der Südhimmel  | -                                                                       | {\displaystyle \delta >0^{\circ }}, d. h. der Nordhimmel |

Daraus folgt:
- An Nord- und Südpol ({\displaystyle \varphi =\pm 90^{\circ }}) sind alle sichtbaren, extrasolaren Himmelsobjekte zirkumpolar.
- Am Erdäquator ({\displaystyle \varphi =0^{\circ }}) sind keine Himmelsobjekte zirkumpolar.
- Von den Polen  in Richtung Äquator nimmt der Anteil der zirkumpolaren Objekte ab.
- Objekte, deren Kreisbahn den Horizont schneidet, werden zeitweise darunter verschwinden, also unter- und wieder aufgehen, d. h. sie sind nicht zirkumpolar:
  - an Beobachtungsorten auf der Nordhalbkugel der Erde: Objekte mit einer Deklination {\displaystyle \delta } kleiner als {\displaystyle 90^{\circ }-\varphi }:

{\displaystyle \delta <(90^{\circ }-\varphi )}
- an Beobachtungsorten auf der Südhalbkugel: Objekte mit einer Deklination größer als {\displaystyle -90^{\circ }-\varphi =-(90^{\circ }+\varphi )}:

{\displaystyle (-90^{\circ }-\varphi )<\delta }
Von großer Bedeutung für die geografische und zeitliche Orientierung waren von jeher bestimmte Sterne der Zirkumpolarregion, da sie während des ganzen Jahres in der Nacht sichtbar sind.
Auf der Nordhalbkugel der Erde wird der Polarstern und damit die Himmelsrichtung Nord wie folgt bestimmt:
- Der Polarstern befindet sich etwa in der Mitte zwischen dem Großen Bären (Großer Wagen) und der Kassiopeia, dem „Himmels-W“.
- Der Polarstern ist der Hauptstern des Kleinen Bären (Kleiner Wagen), der aber nicht so leicht auszumachen ist wie seine größeren Nachbarn Großer Bär und Kassiopeia.
- Die Strecke zwischen den hinteren Kastensternen des Großen Wagens wird fünfmal verlängert, um auf die Position des Polarsterns zu kommen.
- Der zweite Abstrich des „W“ der Kassiopeia wird etwa 4-mal nach oben verlängert und etwas nach rechts gedreht.